# Vogelenzang (Hollande-Septentrionale)
Pour les articles homonymes, voir Vogelenzang.
Vogelenzang est un village situé dans la commune néerlandaise de Bloemendaal, dans la province de la Hollande-Septentrionale. Le 1er janvier 2007, le village comptait 2 300 habitants.